# Нижній Шолдинер
Нижній Шо́лдинер (рос. Нижний Шолдынер, лукомар. Шордэҥер) — присілок у складі Марі-Турецького району Марій Ел, Росія. Входить до складу Карлиганського сільського поселення.

## Населення
Населення — 3 особи (2010; 11 у 2002).
Національний склад (станом на 2002 рік):
- удмурти — 100 %